# Associazione Sportiva Latina 1996 2003-2004
Questa pagina raccoglie le informazioni riguardanti l'Associazione Sportiva Latina 1996 nelle competizioni ufficiali della stagione 2003-2004.

## Rosa
| N. |                   | Ruolo | Calciatore                    |  |
| -- | ----------------- | ----- | ----------------------------- |  |
|    | Italia (bandiera) | C     | Nicola Armonia                |  |
|    | Italia (bandiera) | A     | Francesco Asciolla            |  |
|    | Italia (bandiera) | C     | Marco Caputi                  |  |
|    | Italia (bandiera) | A     | Gasperino Cinelli             |  |
|    | Italia (bandiera) | P     | Giampaolo Di Magno            |  |
|    | Italia (bandiera) | C     | Luca Falso                    |  |
|    | Italia (bandiera) | C     | Alfonso Ferraioli             |  |
|    | Italia (bandiera) | D     | Giuseppe Filocomo             |  |
|    | Italia (bandiera) | P     | Patrizio Fimiani              |  |
|    | Italia (bandiera) | D     | Sandro Fioravanti             |  |
|    | Italia (bandiera) | D     | Gianluca Franchini            |  |
|    | Italia (bandiera) | C     | Marco Fuoco                   |  |
|    | Italia (bandiera) | D     | Cristiano Gagliarducci        |  |
|    | Italia (bandiera) | C     | Alessandro Ghiraldi           |  |
|    | Italia (bandiera) | C     | Vincenzo Patrick Guglielmelli |  |

| N. |                   | Ruolo | Calciatore          |
| -- | ----------------- | ----- | ------------------- |
|    | Italia (bandiera) | C     | Dario Levanto       |
|    | Italia (bandiera) | C     | Davide Luccone      |
|    | Italia (bandiera) | C     | Emanuele Martinelli |
|    | Italia (bandiera) | C     | Alessandro Marzio   |
|    | Italia (bandiera) | C     | Carmine Minauda     |
|    | Italia (bandiera) | C     | Giacomo Paniccia    |
|    | Italia (bandiera) | C     | Giancarlo Pantano   |
|    | Italia (bandiera) | C     | Carmine Passalacqua |
|    | Italia (bandiera) | D     | Giuseppe Pecorilli  |
|    | Italia (bandiera) | C     | Simone Pesce        |
|    | Italia (bandiera) | A     | Corrado Pilleddu    |
|    | Italia (bandiera) | A     | Enrico Polani       |
|    | Italia (bandiera) | D     | Alessandro Rossetti |
|    | Italia (bandiera) | A     | Fabio Simonetti     |
|    | Italia (bandiera) | A     | Gianluca Toscano    |